# Récepteur à activité tyrosine-kinase
 (août 2015).
Sa qualité peut être largement améliorée en utilisant un vocabulaire plus directement compréhensible.
Pour les articles homonymes, voir RTK.
Un récepteur à activité tyrosine-kinase (RTK) est une protéine de la famille des récepteurs-enzymes. Ce sont tous des récepteurs transmembranaires monomériques, à l'exception du récepteur à l'insuline, qui est un hétérodimère associé par un pont disulfure, donc tétramérique.

## Description
On retrouve du côté extracellulaire le domaine d'affinité pour le ligand. Lorsque le ligand se fixe sur son récepteur, celui-ci s'autodimérise (grâce au ligand et par des interactions secondaires, il y a une association de deux mêmes protéines bitopiques de type I pour former le récepteur qui se trouve être un homodimère). Du côté intracellulaire, ceci provoque une transphosphorylation du récepteur (une phosphorylation croisée). Sous forme homodimérique, le RTK se phosphoryle de part et d'autre sur ses deux sous-unités, par modification conformationnelle successive et ce, exclusivement sur ses résidus tyrosine issus de domaines qui en sont riches.
Pour chaque résidu tyrosine phosphorylé, se trouve une molécule d'ATP consommée. Cette phosphorylation permet d'une part d'accroître l'activité enzymatique du récepteur sur son site catalytique (qui n'a pas de relation directe avec la transduction du signal), et d'autre part de libérer des sites à haute affinité pour des protéines de signalisation : des enzymes ou bien des protéines adaptatrices. Le signal de transduction prolifère par l'interaction du site d'affinité du récepteur et des protéines qui s'y associent.
Tous les récepteurs des facteurs de croissance (GF pour Growth Factors) ou bien encore de l'insuline font partie de la famille des RTK.

### Mécanismes
Après dimérisation des récepteurs membranaires aux facteurs de croissances  (ou insuline), il y a fixation et activation d'une kinase intra-cytoplasmique à domaine SH2 (Ras ou Src par exemple) qui va activer une série de kinase (« cascade de kinases ») jusqu'à un facteur transcriptionnel situé dans le noyau (à proximité de l'ADN) qui sera activé par phosphorylation et qui va interagir avec des régions CIS régulatrices, ce qui aura en somme des conséquences sur la transcription.

### Ligands des RTK
Les différents ligands sont entre autres :
- Insuline
- EGF : Epidermal growth factor
- PDGF : Platelet-derived GF
- NGF : Nerve GF
- FGF : Fibroblast GF
- VEGF : Vascular endothelial GF
- IGF-1 : Insulin-like GF1.